# Culpa
Culpa er et juridisk udtryk (der stammer fra latin) for: skyld, brøde, uagtsomhed, forseelse, synd. Det er en grundlæggende retsgrundsætning som, selvom den ikke er nedskrevet i dansk lov, udgør dansk rets almindelige erstatningsgrundlag uden for kontraktforhold.
En person, der volder skade, siges at have handlet culpøst eller have overtrådt culpareglen, hvis vedkommende har handlet forsætligt eller uagtsomt. Ved vurderingen af, om der er handlet culpøst, ser man på, om den skadegørende handling afveg fra et på handlingens tidspunkt anerkendt adfærdsmønster.
Culpa er ikke nævnt i en lov; men culpa er nævnt i eksempelvis Retssikkerhedsvejledningen nr 9330 af 21/03/2019 på retsinformation.dk.
Før i tiden brugte man en fiktiv gennemsnitsperson, en såkaldt bonus pater familias, og sammenlignede den skadegørende handling med hvilken reaktion denne ufejlbarlige person ville have udøvet. Men i erkendelse af ingen mennesker er ufejlbarlige, er denne vurderingsmetode på kraftigt tilbagetog.
For at en person kan idømmes erstatningsansvar, med culpa som ansvarsgrundlag, er der nogle kumulative betingelser, der skal være opfyldt:
- Der skal være lidt et tab.
- Tabet skal kunne kapitaliseres/gøres op i penge (affektionsværdi er et eksempel på en værdi man ikke kan kræve erstatning for; hvorimod fysiske personskader godt kan kapitaliseres).[6]
- Der skal være årsagssammenhæng mellem den culpøse handling og det indtrådte tab (kausalitet).
- Den indtrådte skade skal være påregnelig (dvs. typisk af sin art, i forhold til den culpøse handlingen) (adækvans).
- Tabet må som udgangspunkt ikke være dækket af en tingsforsikring (fx en kaskoforsikring af en bil).[7] Hvis tabet er dækket af en forsikring, skal forsikringen dække tabet direkte overfor skadelidte, hvorefter forsikringsselskabet har regres mod skadevolderen.
- Der må ikke foreligge nogen objektiv ansvarsfrihedsgrund, fx samtykke, negotiorum gestio (uanmodet hjælp til at afværge en foreliggende skade), nødværge og nødret.[8]